# Bartolomé Zumbigo

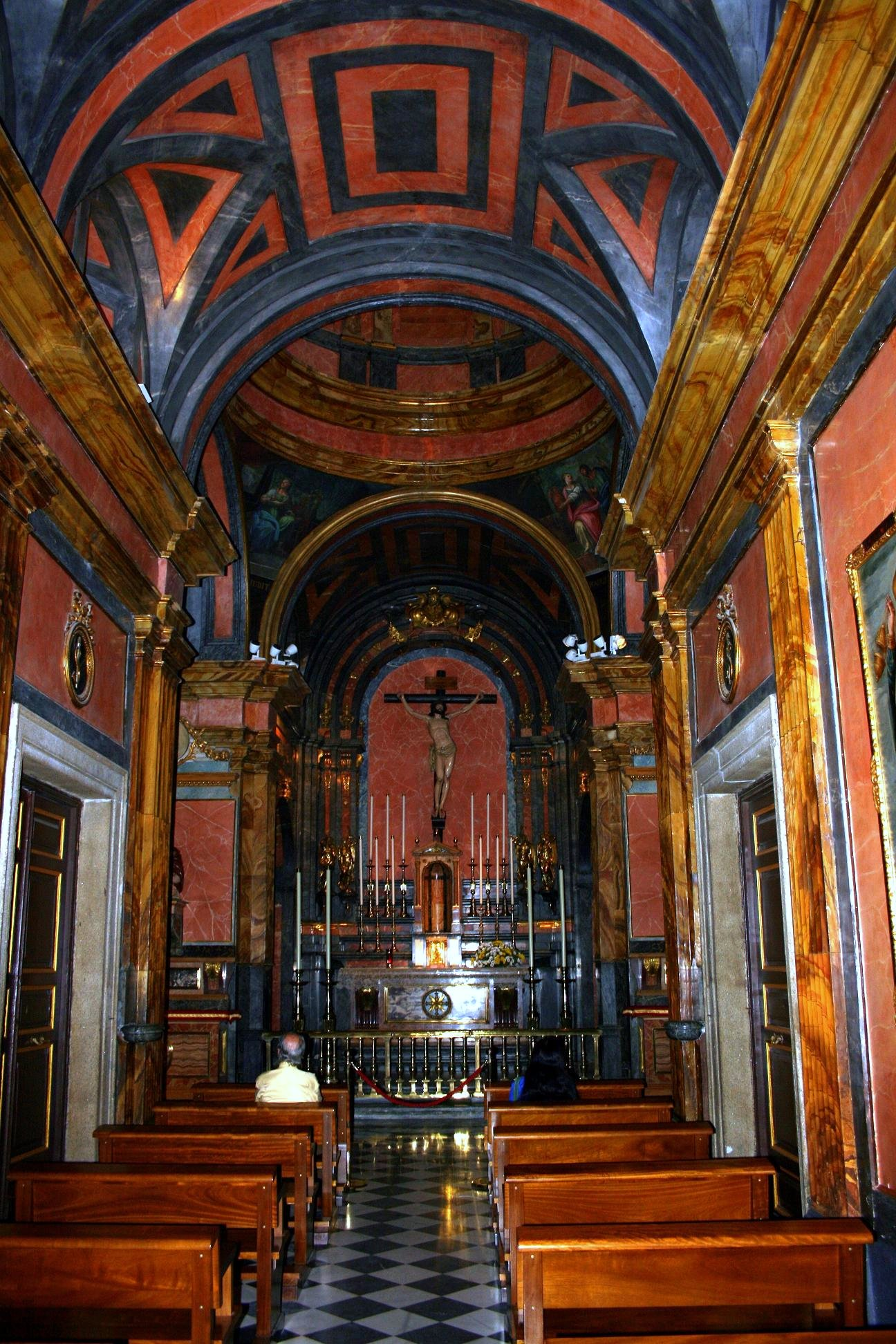
Madrid, interior de la capilla de la Real Congregación del Santo Cristo en la iglesia de San Ginés, en la que corresponde a Zumbigo el revestimiento de mármoles y jaspes.

Bartolomé Zumbigo y Salcedo (Toledo, 1620-14 de agosto de 1682) fue un arquitecto y marmolista español, teniente tracista mayor de las obras del rey y maestro mayor de las obras de la catedral de Toledo.

## Biografía
Sus padres fueron Lucía de Salcedo y Bartolomé Sombigo, castellanizado Zumbigo, marmolista y natural según declaró en su testamento de Sombigo, a una jornada de Milán, que debió de llegar a España con Giovanni Battista Crescenzi, a cuyas órdenes se le documenta trabajando en el Panteón de Reyes del Monasterio de San Lorenzo de El Escorial, en el que años más tarde Bartolomé el mozo llegaría a colaborar con su padre, que en mayo de 1649 contrató con el prior del Escorial la ejecución del altar por traza de Alonso Carbonel, encargándose del trabajo en mármol para el que se pudo servir de algunos materiales del primer proyecto de Crescenzi.
Bautizado el 29 de febrero de 1620 en la parroquia de San Lorenzo de Toledo, tuvo como padrinos a Juan Bautista Monegro y a su mujer, Catalina de Salcedo. La familia debió de trasladarse inmediatamente a Madrid, pues ese mismo año Bartolomé Sombigo comenzó a trabajar en El Escorial. Al fallecer su padre en Madrid, el 25 de agosto de 1654, recibió lo oficios de aparejador del real Alcázar de Toledo y de ayuda de trazador mayor de las obras reales, que lo era Alonso Carbonel. A los pocos días, el 7 de septiembre, estaba de regreso en Toledo para contratar la obra de jaspes y mármoles del Ochavo de su Catedral. Al hacerlo se declaraba vecino de Madrid, marmolista y teniente de tracista mayor de las obras del rey.
Su trabajo aquí consistió en el revestimiento interior de la pieza del relicario a base de mármoles y jaspes hasta el anillo de la linterna por trazas que se querían iguales o, si fuera posible, mejores que las del panteón escurialense, proporcionadas por Juan de Aranda Salazar, maestro mayor de la fábrica de la catedral de Jaén. La obra no se dio por concluida hasta 1666, cuando firmó carta de pago por lo realizado en la capilla de las reliquias, las bóvedas y portadas de la antecapilla y los siete nichos.
Tras fijar su residencia en Toledo, a finales de 1656 contrajo matrimonio con María Enríquez de Robles. En la dote que aportaba la novia figuraban un país con la historia de Jacob pintado por Pedro de Orrente, un San Blas en tabla, pintura de Luis Tristán, otra tabla del Sepulcro, copia de Tiziano, y doce fruteros sin molduras de Alejandro de Loarte.
Falleció el 14 de agosto de 1682, dejando viuda y seis hijos menores. En el testamento hacía relación de las deudas que con él tenían buen número de personas e instituciones para las que había trabajado, citando entre ellas a la Real Congregación del Santo Cristo de San Ginés, el almirante de Castilla por la obra de mármoles y jaspes que hizo en su jardín, la testamentaría del cardenal Pascual de Aragón, para el que había trabajado en la iglesia y convento de las capuchinas, dando la traza de la iglesia y asistiendo durante más de diecisiete años a todas las obras hechas en ella, y la Casa Profesa de los Jesuitas en Toledo, en la que decía llevar trece años trabajando y haber dado las trazas de lo que se llevaba hecho. Tenía una heredad en Argés, viñas, una casa-taberna en arrendamiento en Toledo y casas en Madrid, en Lavapiés, y Toledo, en la calle de la Tornería, en la que tenía tienda el platero Juan de Cabanillas. En el inventario y tasación de sus bienes, en el que figuran objetos de plata y oro, tapicerías, espejos, herramientas de arquitectura, libros (ocho de estampas y mapas, setenta y dos cuerpos de arquitectura impresos y ocho manuscritos), aperos de labranza, cubas y tinajas, dos mulas y un carro, la colección de pinturas incluía dos retratos del rey y la reina, que el tasador atribuía a Velázquez, una Magdalena y un San Francisco del Greco, un Baco de Rubens y cuatro pinturas del Diluvio de Basano, más cerca de un centenar de pinturas, estampas y láminas de cobre de las que no se indicaba autor.

## Obra

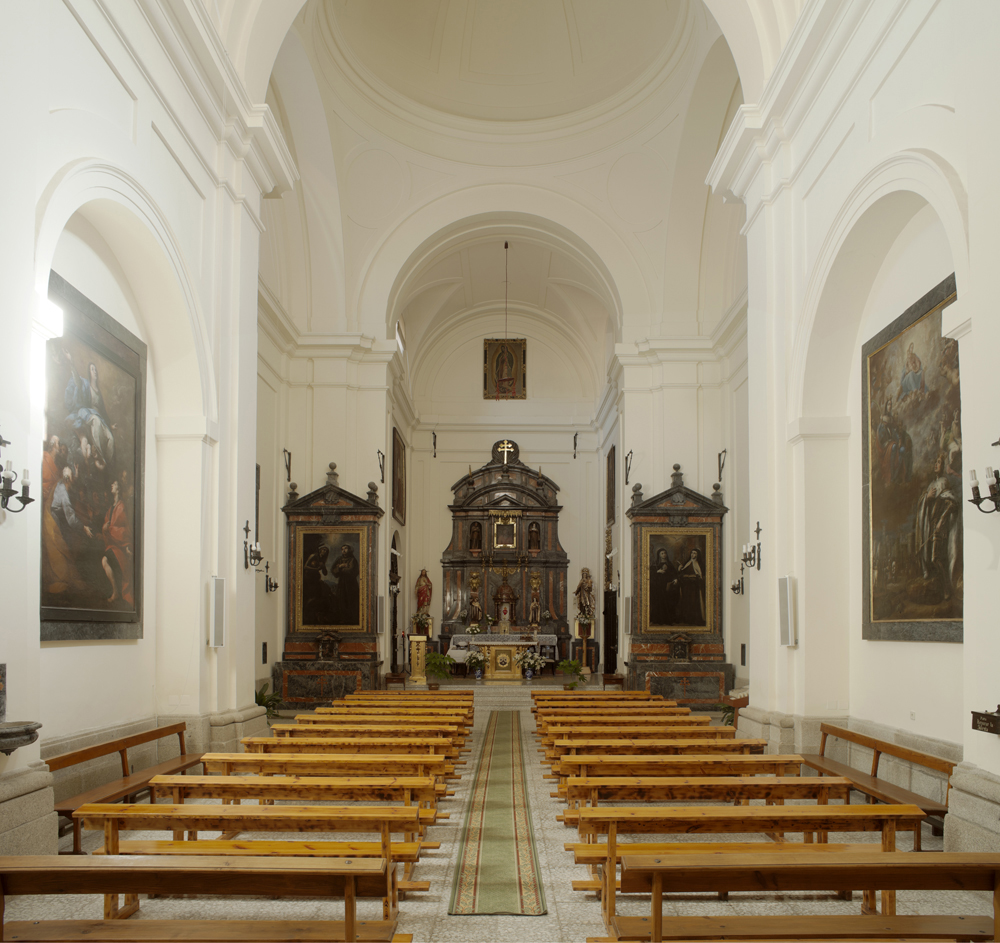
Toledo. interior de la iglesia del convento de madres capuchinas, 1671.

Zumbigo fue autor de una obra variada de la que sobresale, como su trabajo más personal, lo realizado en el convento de madres capuchinas de la Purísima Concepción de Toledo, en el que, como recordaba en el testamento, había trabajado diecisiete años, asistiendo a cuantas obras en él se habían hecho. Fundación del cardenal Pascual de Aragón, la iglesia, por sus trazas, se comenzó en 1666 y estaba terminada en 1671, procediéndose inmediatamente con la decoración, que respetando la sobriedad monacal, con sus muros encalados sobre un basamento de piedra, logra un bello efecto por la limpieza y armonía de sus líneas y lo estudiado de sus proporciones sin que del conjunto desentonen los retablos, con sus elegantes mármoles y jaspes. La acertada dirección de esta obra, como arquitecto y no sencillamente como decorador, pudo determinar su designación como maestro mayor de obras de la catedral, el mismo año 1671, y que se le encomendase la continuación de los trabajos de edificación de la iglesia de San Ildefonso, Casa Profesa de los jesuitas.
Las obras aquí habían comenzado en 1616 y de su dirección se habían hecho cargo los hermanos jesuitas Pedro Sánchez, hasta su muerte en 1633, y Francisco Bautista, quedando interrumpidos los trabajos de construcción en 1642. Fue al reanudarse las obras, en torno a 1672, cuando Zumbigo se hizo cargo de la dirección de la obra, llegando en 1679, a la muerte del hermano Bautista, a completar la fachada hasta el ático y la nave y capillas, aunque a falta todavía de la cubierta, que no estaría concluida hasta 1701.
En otros trabajos, como su primera obra toledana: el ochavo de la catedral, no tuvo parte en las trazas y edificación, limitándose su participación a la decoración interior, con su revestimiento de mármoles y jaspes. Pero el acierto en su ejecución justifica que inmediatamente le llegasen encargos para la realización de obras semejantes en Madrid, donde es suyo el revestimiento de mármoles de la capilla de la Congregación del Santo Cristo, en sí misma un pequeño templo con plata de cruz latina, crucero y cúpula sobre pechinas adosada a la iglesia de San Ginés, cuyos muros se cubren con mármoles de colores grises, rojos y anaranjados, bronces dorados en los ornamentos y pintura en estuco imitando mármol. Un año después de cobrar por este trabajo, en 1659 contrató con Pedro de la Torre la realización de un trabajo seguramente semejante, aunque desaparecido: el arco para cobijar el sepulcro del rey Pedro I de Castilla en el convento de Santo Domingo el Real, con mármoles de San Pablo y jaspes de Tortosa.
Por su cargo de ayuda de trazador mayor de las obras reales realizó algunos trabajos en la Casa de Campo y los jardines del Buen Retiro, en algún caso con su hermano Juan Eugenio, también trazador, fallecido en 1658. Con Miguel, otro de sus hermanos, montó en Aranjuez las fuentes de Baco y de los Tritones con su estanque y desagüe, y algunos años más tarde, en 1661, también las de Hércules y Neptuno, estas seguramente por sus propias trazas.
Otras obras menores se documentan en Salamanca —convento de las agustinas de Monterrey, dirección de la colocación de los mármoles llegados de Italia y labrados por Cósimo Fanzago— Guadalajara y la parroquia de San Pedro ad Víncula de Vallecas.
En sus últimos años se ocupó de reparar las cubiertas del Monasterio de El Escorial, gravemente dañadas por un incendio, al punto de poner en riesgo la estabilidad de la fábrica, lo que evitó con una acertada reparación en la que trabajó hasta 1679 y por la que en el testamento declaraba se le debían todavía ochocientos ducados.